# Lauderdale (Minnesota)
Lauderdale es una ciudad ubicada en el condado de Ramsey en el estado estadounidense de Minnesota. En el Censo de 2010 tenía una población de 2379 habitantes y una densidad poblacional de 2.181,8 personas por km².

## Geografía
Lauderdale se encuentra ubicada en las coordenadas 44°59′40″N 93°12′11″O / 44.99444, -93.20306. Según la Oficina del Censo de los Estados Unidos, Lauderdale tiene una superficie total de 1.09 km², de la cual 1.09 km² corresponden a tierra firme y (0.24%) 0 km² es agua.

## Demografía
Según el censo de 2010, había 2379 personas residiendo en Lauderdale. La densidad de población era de 2.181,8 hab./km². De los 2379 habitantes, Lauderdale estaba compuesto por el 71.12% blancos, el 5.34% eran afroamericanos, el 0.34% eran amerindios, el 19.29% eran asiáticos, el 0.04% eran isleños del Pacífico, el 0.97% eran de otras razas y el 2.9% pertenecían a dos o más razas. Del total de la población el 3.36% eran hispanos o latinos de cualquier raza.